# Siobhan-Marie O'Connor
Siobhan-Marie O'Connor (Bath, 29 novembre 1995) è un'ex nuotatrice britannica.

## Palmarès
- Giochi olimpici

Rio 2016: argento nei 200m misti.
- Mondiali

Kazan 2015: oro nella 4x100m misti mista e bronzo nei 200m misti.
- Mondiali in vasca corta

Doha 2014: argento nei 100m misti, nei 200m misti e nella 4x50m misti mista.
- Europei

Londra 2016: oro nella 4x100m misti e nella 4x100m misti mista e argento nei 200m misti.
Glasgow 2018: bronzo nella 4x100m misti.
- Europei in vasca corta

Chartres 2012: bronzo nei 100m misti.
Herning 2013: argento nei 200m misti, bronzo nei 100m misti e nella 4x50m misti.
Netanya 2015: argento nei 100m misti e nei 200m misti.
Glasgow 2019: bronzo nei 200m misti.
- Giochi del Commonwealth

Glasgow 2014: oro nei 200m misti, argento nei 200m sl, nei 100m farfalla, nella 4x100m sl e nella 4x100m misti e bronzo nella 4x200m sl.
Gold Coast 2018: oro nei 200m misti, bronzo nella 4x100m sl e nella 4x200m sl.
- Europei giovanili

Belgrado 2011: oro nei 200m misti, nei 400m misti e nella 4x100m misti e argento nella 4x100m sl.

## International Swimming League
| Stagione 2019 | Stagione 2020 |
| ------------- | ------------- |
| London Roar   | London Roar   |